# Visualisering
Visualisering innebär ett åskådliggörande av komplexa, flerdimensionella, sammanhang genom uttryckssätt som anpassats för människans synsinnen. 
Visualisering kan ske genom bilder, diagram och animeringar. I Norrköping finns  ett center för visualisering, Visualiseringscenter C.

## Översikt
Användningen av visualisering för att presentera information är inget nytt fenomen. Det har använts i kartor, vetenskapliga ritningar och datadiagram i över tusen år. Exempel från kartografi är Ptolemaios ”Geografi” (2:a århundradet e.Kr.), Kinas karta (1137 e.Kr.) och Minars karta (1861) över Napoleons invasion av Ryssland för ett och ett halvt sekel sedan. De flesta koncept som utvecklades vid skapandet av dessa bilder överförs på ett enkelt sätt till datorvisualisering. Edward Tufte har skrivit tre kritikerrosade böcker som förklarar många av dessa principer. Datorgrafik har från början använts för att studera vetenskapliga problem. Men i ett tidigt skede begränsades dess användbarhet ofta av bristande grafiska möjligheter. Det senaste intresset för visualisering började 1987 med publiceringen av Visualization in Scientific Computing, ett specialnummer av Computer Graphics.

## Tillämpning

### Produktvisualisering
Produktvisualisering innefattar teknik för visualiseringsprogramvara för att visa och bearbeta 3D-modeller, tekniska ritningar och annan relaterad dokumentation för tillverkade komponenter och större produktmonteringar. Detta är en nyckeldel av produktlivscykelhantering. Visualiseringsprogramvara för produkter erbjuder vanligtvis en hög grad av fotorealism så att produkten kan granskas innan den faktiskt tillverkas. Realistiska visuella effekter hjälper kunder att bättre förstå visionen i tidiga skeden av processen, möjliggör smidigare kommunikation och hjälper till att undvika kostsamma fel senare.
Teknisk visualisering är en viktig aspekt av produktutveckling. Ursprungligen utfördes tekniska ritningar för hand, men med utvecklingen av avancerad datorgrafik ersattes ritbordet av datorstödd konstruktion (CAD). CAD-ritningar och modeller har flera fördelar jämfört med handritningar, såsom möjligheten till 3D-modellering, snabb prototypframställning och simulering. Produktens 3D-visualisering lovar mer interaktiva upplevelser för onlineköpare, men utmanar också återförsäljare att övervinna hinder i produktionen av 3D-innehåll, eftersom storskalig produktion av 3D-material kan vara mycket kostsam och arbetsintensiv. 

### Vetenskaplig visualisering
Vetenskaplig visualisering innebär transformation, urval eller presentation av data från modellering eller experiment med implicit eller explicit geometrisk struktur för att möjliggöra utforskning, analys och förståelse av data. Vetenskaplig visualisering fokuserar på och betonar framställningen av högre ordningens data, med huvudsakligt användande av grafiska och animerade metoder.